# Steinberg (Leinebergland)
Der Steinberg ist ein bis 300,3 m ü. NN hoher Höhenzug des Niedersächsischen Berglands in den Landkreisen Holzminden und Hildesheim in Niedersachsen (Deutschland). 

## Geographische Lage
Der Steinberg liegt im Westteil des Leineberglands, einem nördlichen Teil des Niedersächsischen Berglands. Er erstreckt sich auf etwa 2,8 km Länge im Dreieck der Ortschaften Alfeld, 
Freden und Delligsen. Er liegt zwischen Gerzen im Norden, Föhrste und Wispenstein im Osten, Imsen im Südosten, Delligsen im Süden und dem etwas entfernten Grünenplan im Nordwesten. 
Nordwestlich vom Steinberg liegt der Reuberg, jeweils jenseits der Leine nördlich die Sieben Berge und östlich der Sackwald, südöstlich der Selter und südwestlich und westlich der Hils. Das Tal der Wispe, ein südwestlicher Leine-Zufluss, leitet zum Selter über. 
Östlich und südöstlich führt die B 3 am Steinberg vorbei. 

## Geologie und Landschaftsbild
Der Steinberg ist eine Auffaltung aus Kalkstein. An seinem Kamm und seinen teils steil abfallenden Flanken befinden sich, meist im Wald versteckt, Kalksteinklippen, wie die "Kippnäse" im Südosten. Etwas südöstlich der Hauptkuppe des Höhenzugs (300,3 m ü. NN) befindet sich ein aufgelassener Steinbruch, der als Naturschutzgebiet „Delligser Steinbruch“ ausgewiesen ist. 
Der Steinberg ist dicht insbesondere von Laubwald bestanden, im Nordosten vom Imsener Wald und im Südwesten vom Delligsener Wald.

## Wandern
Ein paar Waldwege und Pfade führen über den Steinberg, unter anderem kann man auf einem Wanderweg unterhalb des Kamms in Nordwest-Südost-Richtung durch den Höhenzug laufen. Nordwestlich führt im Übergangsbereich zum Reuberg zwischen Grünenplan und Gerzen der Europäische Fernwanderweg E11 vorbei.